# Ruth Almén
Ruth Sofia Almén, född 24 september 1870 i Solberga prästgård, Bohuslän, död 19 november 1945 i Johanneberg i Göteborg, var en svensk tonsättare, pianist, lärare, barnboksförfattare och poet. Hon var verksam som musiklärare i Göteborg.

## Biografi

### Bakgrund och studier
Almén föddes och växte upp i Solberga i Bohuslän som dotter till kyrkoherden Johan Aron Andersson Almén och hans hustru Johanna Karolina Hellevi, född Rydingsvärd. Hon var näst äldst av fem syskon, där Sigge Almén var en av bröderna. Sannolikt fick hon från barnsben lära sig spela klaver och sjunga. Att hitta på melodier och att teckna och skriva ingick också i dåtidens sysselsättningar för barn. Miljön i prästgården förefaller ha varit generös och kultiverad.
Ruth Almén studerade för flera lärare. Hon reste till Stockholm och fick undervisning i piano av Richard Andersson och därefter av Knut Bäck i Göteborg samt sedan i komposition för Franz Neruda och Knud Jeppesen i Köpenhamn. Hon reste till Berlin kring sekelskiftet 1900 och studerade för pianisten Karl Heinrich Barth. Senare reste hon även till Paris där hon studerade för pianisten Robert Lortat. Harmonilära och kontrapunkt studerade hon för Gustaf Hägg i Stockholm och för Wilhelm Stenhammar i Göteborg.

### Karriär
Hennes verkförteckning är sparsmakad och innehåller en pianokonsert, en sonat för violin och piano, två pianosonater, några småstycken för piano samt nio sånger. Hennes stil är senromantisk och har en klang av Johannes Brahms men kanske än mer av Wilhelm Stenhammars kammarmusik.
Från 1897 var Almén lärare i piano och musikteori och vid sidan om sin verksamhet som pianist och lärare var hon också tonsättare, poet och skribent. År 1895 publicerades hennes första diktsamling Vid synranden under författarnamnet Runar Alm, en pseudonym hon använde fram till 1904. Förutom poesi skrev och publicerade hon under 1900-talets början flera berättelser för barn och senare även artiklar som publicerades i flera nummer av Kvinnornas tidning år 1925.

### Göteborgs musikliv, senare år
Under större delen av sitt liv bodde Ruth Almén i Göteborg. Det musikaliska klimatet för kvinnor var bättre i Göteborg än i många andra städer. Elfrida Andrée var både domkyrkoorganist och undervisade många göteborgskvinnor. Mellan 1897 och 1929 ledde Almén tillsammans med sin systerdotter Elsa Stenhammar folkkonserterna i Göteborg.
Elsa Stenhammar var mycket aktiv både som pedagog och körledare och hon hade stor social kompetens. Med sin kusin Wilhelm Stenhammar samarbetade hon kring orkestern, och hon bildade konserthuskören. Även om det bara finns bevis för att Ruth Almén studerade för Wilhelm Stenhammar förefaller det mycket troligt att hon hade kontakter även med kretsen kring Elfrida Andrée och Elsa Stenhammar.
Ruth Almén dog i Göteborg 1945. Hon förblev ogift hela sitt liv.

## Verk

### Orkesterverk
- Pianokonsert i d-moll, op. 6.[4]

1. Moderato
2. Lento
3. Andante

### Stråkkvartett
- Stråkkvartett i A-dur. Tema med 10 variationer.[5]

### Violinsonat
- Violinsonat för violin och piano i a-moll, op. 3. Utgiven 1923 av Ries & Erler, Berlin.[6]

### Pianoverk
- Pianosonat nr 1 i c-moll, op. 1.[7]

- Pianosonat nr 2 i h-moll, op. 2.[8]

- Preludium och saraband, op. 4.[9]

- Tre preludier, op. 5.[10]

- Lyriska stycken, op. 6.[11]

1. Preludium
2. Maestoso
3. Adagio
4. Largo
5. Prestissimo
6. Espressivo
7. Cantabile
8. Andante
9. Allegro
10. Allegretto
11. Scherzo

### Sång och piano
- Afton Som när på himlen aftonskyar träda. Text och musik av Ruth Almén.[12]

- Känner du det land? För mezzosopran och orgel eller piano. Text och musik av Ruth Almén.[13]

- Den lilla Anna-Lisa. Text och musik av Ruth Almén. Utgiven 1908 som nummer E. & S. 2394 av Elkan & Schildknecht, Stockholm.[14]

- Den stora stillheten. Text och musik av Ruth Almén.[15]

- Solskenslåt Jag gjorde mig en pipa. Text och musik av Ruth Almén.[16]

- Sånger vid piano. Text och musik av Ruth Almén. Utgivna 1906 av Elkan & Schildknecht, Stockholm.

1. Till lifvet Sjung mitt blod i höst som i vår.[17]
2. Sorgens rosor.[18]
3. Hur kan vintern älska våren?[19]

- Hver flygtig sky. Text av Svend Gjørup.[20]

- Hørte en kvæld du havet græde? Text av Svend Gjørup.[21]

- Nocturn Höjt på himlen. Text av Svend Gjørup.[22]